# Elena (Córdova)
Elena é um município da província de Córdova, na Argentina.